# Automóvil presidencial (Chile)
El automóvil presidencial es el vehículo en el que se transporta el jefe de Estado de la República de Chile, siendo uno de sus complementos.

## Historia
Los presidentes de la República de Chile, hasta la segunda mitad del siglo XIX, no tenían vehículos especiales que los transportaran en el ejercicio regular de su cargo o en ceremonias oficiales, y habitualmente se desplazaban montados a caballo. José Joaquín Pérez introdujo el uso de coches de caballo y José Manuel Balmaceda hizo importar desde Francia un lujoso carruaje destinado al transporte presidencial, que fue usado por varios presidentes de Chile particularmente durante las ceremonias públicas.
En 1928 durante la presidencia de Carlos Ibáñez Del Campo, presidencia de la república compró un Packard sedan 593 1928 color celeste como auto presidencial. Desde entonces hasta 1982 y tras pasar por varias manos y una adaptación en las ruedas para ser usado en vías férreas, en el año 2004 el auto fue donado al Museo Nacional Ferroviario Pablo Neruda de Temuco dónde se encuentra hasta hoy en día.
La tradición del carruaje de Balmaceda, para ceremonias oficiales, se mantuvo hasta 1970, cuando el presidente Salvador Allende decidió ocupar en su reemplazo un automóvil Ford Galaxie 500 XL de 1966, negro y descapotable, que fue obsequiado por la reina Isabel II durante su visita a Chile. Desde aquella fecha, fue utilizado para estos efectos, salvo el caso de la entrada a la elipse para la Parada Militar. Durante la dictadura militar, la flota presidencial para el traslado habitual diario de Augusto Pinochet eran Mercedes Benz blindados, tras el retorno a la democracia  los gobiernos de la Concertación dejaron de lado los Mercedes Benz blindados y usaron autos de distintas marcas como Renault 21 en el caso de Aylwin,  Lincon para Frei Ruiz-Tagle y Peugeot 607 en el caso de Lagos. Entre 1990 y 1999 para ceremonias  se utilizó indistintamente el Ford Galaxie donado por la Reina Isabel II como el  carruaje de caballos usado antes de 1970, en la Parada Militar de 2000 el entonces Presidente Lagos llegó en un automóvil todoterreno Toyota Land Cruiser descapotable perteneciente al Ejército de Chile, tal como lo había hecho Salvador Allende. En caso de que el clima esté inclemente, se reemplaza el Ford Galaxie 500 XL de 1966 descapotable, por un auto cubierto, el que habitualmente se mueve para sus diversas actividades. Durante las celebraciones del Bicentenario de Chile, Sebastián Piñera retomó el uso del carruaje incluso para la parada militar. El automóvil habitual del presidente era el Lexus LS-600H entregado en comodato a la Presidencia de Chile. Sin embargo, desde 1990, los Presidentes Patricio Aylwin, Eduardo Frei Ruiz - Tagle y Sebastián Piñera Echenique, usaron Carruaje para las Fiestas Patrias y el Ford Galaxie para el 21 de mayo y en el caso de clima inclemente, se usa un vehículo cubierto, siendo Eduardo Frei Ruiz - Tagle que usó un Mercedes Benz  blindado en el Tedeum de 1994,  debido a información de inteligencia que señalaba que grupos subversivos de extrema izquierda planeaban  un atentado al presidente, mientras que Ricardo Lagos usó un Lincoln negro para el Discurso del 21 de mayo y las Fiestas Patrias, mientras que Michelle Bachelet Jeria en su Primer Mandato recurrió al Peugeot 607, vehículo que había sido adquirido por Lagos y en su Segundo a una Chevrolet Suburban en la Cuenta Pública, rompiendo la Tradición del Galaxie y pasando revista a las tropas a pie.

### Ford Galaxie 500 XL

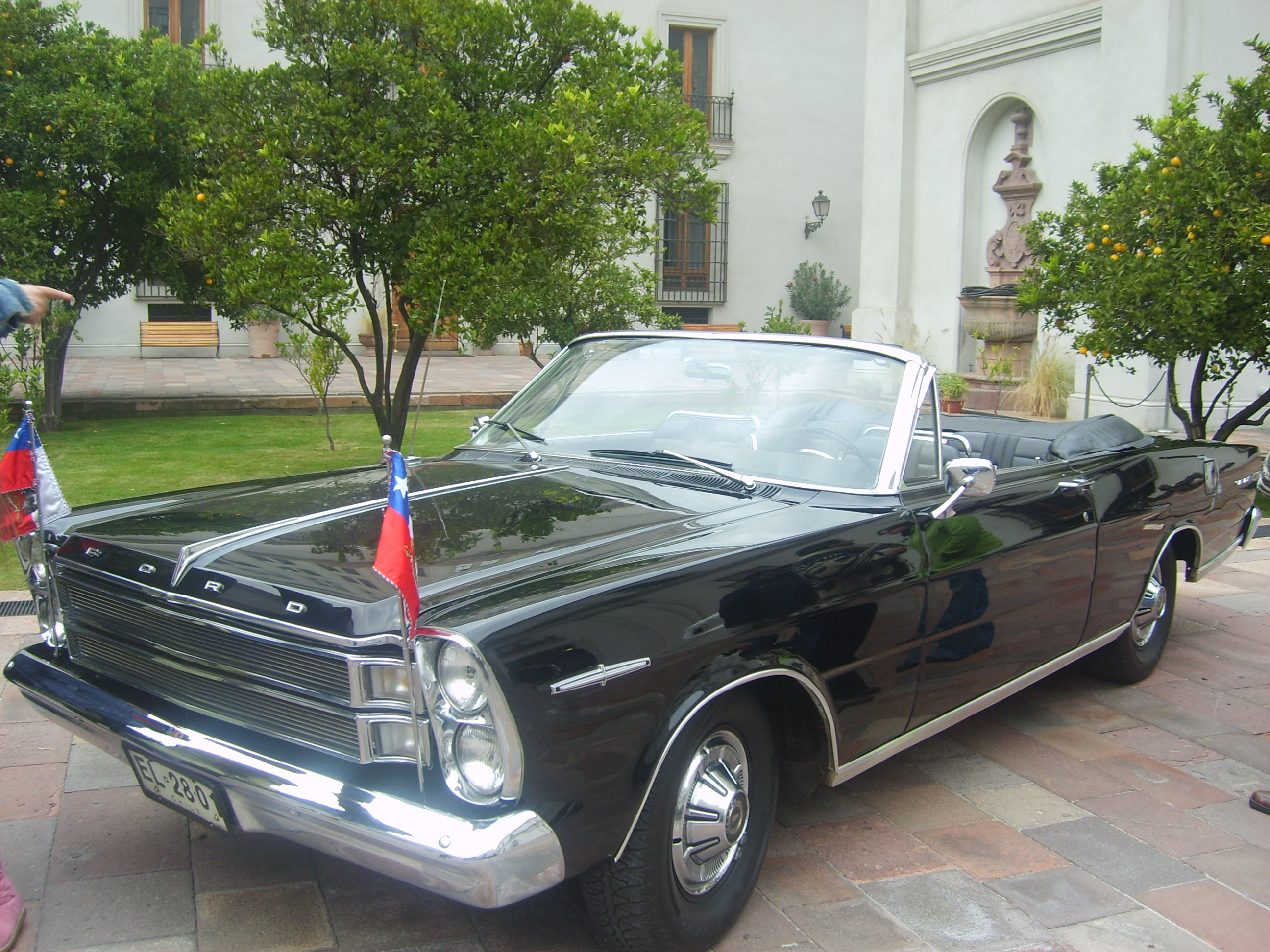
Ford Galaxie.

El Ford Galaxie 500 XL es el transporte utilizado por el presidente de la República de Chile, en los días 21 de mayo y Fiestas Patrias. El vehículo es un regalo de la reina Isabel II del Reino Unido y además de llevar al presidente de Chile y sus ministros del Interior y Defensa Nacional, ha trasladado entre otras personalidades al líder cubano Fidel Castro, a la primera ministra de la India, Indira Gandhi, y al poeta Pablo Neruda. Este vehículo rompe la tradición de las carrozas usadas hasta 1970 en las ceremonias de traspaso del poder en Chile.

### Lexus LS-600h
El Lexus LS-600h utilizado por el anterior presidente Sebastián Piñera, poseía la más alta tecnología de seguridad tanto activa (relativa a la conducción) como pasiva (aquella que se activa al momento de requerirlo). Pudiendo estacionarse de manera automática y poseyendo avanzados sistemas de comodidad entre los que se cuentan masajeadores independientes por asiento, climatización para cada pasajero y cortinillas de sol, además de contar con tecnología ecológica ya que posee un motor híbrido, todo esto orientado a la economía y también amigable con el medio ambiente.

### Hyundai Equus
La expresidenta Michelle Bachelet usó este modelo de la multinacional coreana. Sus principales características son neblineros frontales y traseros led, Sunroof de seguridad, peldaños de entrada iluminados, detector de punto ciego, soporte de piernas, etc. Se le pudo observar en actividades públicas movilizarse en este vehículo de gama alta, junto a un grupo escolta de Carabineros de Chile que se transportaban en automóviles del mismo modelo y en camionetas todo terreno modelo Chevrolet Tahoe.

### Chevrolet Tahoe
El presidente Gabriel Boric Font usa este modelo de la multinacional Americana. En su versión Z71, tiene capacidad para siete pasajeros (2+3+2) y su tren motriz está compuesto por un motor V8 de 5.3L de 355 Hp y 518Nm. Este es parte del grupo de vehículos que adquirió Carabineros para la escolta presidencial en 2021.